# ガジズ・アルメハマトフ
ガジーズ・サリーホヴィチ・アリムハメードフ（ロシア語: Гази́з Сали́хович Альмухаме́дов；ラテン文字転写：Gaziz Salikhovich Almukhamedov、1895年10月29日 ムラプタロヴォ – 1938年7月10日）は、ソビエト連邦タタール自治共和国の声楽家・オペラ作曲家。バシコルトスタン出身のバシキール人であり、本名はアルメハマトフ・ガジズ・サリフルィ（Әлмөхәммәдев Газиз Салих улы; Älmöxämmädev Ğäziz Salix ulı。大粛清の犠牲者となった。

## 経歴
生い立ち
1895年、ロシア帝国ウファ県ムラプタロヴォで生まれた。バシキール人であり、本名はアルメハマトフ・ガジズ・サリフルィ。貧しい家庭に生まれ、母が生んだ20人の息子のうち、成人したのはガジズを含めた6人だけであった。5、6歳の頃から家計を助けるために歌手として歌い始めたが、父が死去したため牛飼いなどの雇われ労働に従事するようになった。1908年、弟と共にタシケントに仕事を求めて移住。
タシケントへ
タシケントへ出た後は、夏にはブドウ畑で働き、冬はマドラサで学んだ。また、歌手としても活動を始めた。歌手としての評判は高まり、1914年にはヴォルガ地方、シベリア、カザフスタンなどバシキール人やタタール人の住む地域をまわった。1917年から21年にバシキール民族解放運動が興った際には活動に参加。一方で、1920年よりタシケントの人民音楽院で音楽を学んだ。
1922年から1929年までカザンでテノール歌手として過ごし、1929年に人民歌手の称号を得た。ヴァシリー・ヴィノグラドフやソルタン・ガビャシと合作で最初の2つのタタール語歌劇《サニア（Saniä）》（1925年）と《労働者（Eşçe）》（1930年）を創り上げた。このほかに、声楽曲や協奏曲も手懸けた。
しかし、バシキール民族主義者として1937年に逮捕・収監された。刑務所内でも「ブランバイ」などの歌を披露していたという。1938年7月10日に銃撃されて死去。1957年に名誉回復された。

## 参考資料
- （タタール語）"Ğäziz Älmöxämmätev/Газиз Әлмөхәммәтев". Tatar Encyclopedia. Kazan: Tatarstan Republic Academy of Sciences Institution of the Tatar Encyclopaedia. 2002.

## 註
1. ↑   発音: [ælmœxæˈmætəf ɣæˈzis saˌlʲixuˈlɯ]
2. ↑   [eʃˈʃʲe